# Farben (Spiel)
Farben ist ein kommunikatives Kartenspiel der Spieleautorin Apolline Jove, das 2018 in einer Version auf Deutsch und Englisch bei dem Verlag Edition Spielwiese erschien. Thematisch geht es bei diesem Spiel darum, Gefühle und andere Begriff durch Farbenkarten auszudrücken, sie in einen inhaltlichen Kontext zu setzen und sich zu merken, wie die Mitspieler ihre Farbenkarten eingesetzt haben. Beim À-la-carte-Kartenspielpreis 2019 wurde es auf Platz 10 gewählt.

## Hintergrund und Ausstattung
In dem Spiel Farben handelt es sich um ein kommunikatives Kartenspiel, bei dem die Spieler Begriffe mit Farbenkarten verbinden und die Verbindung in Worten darstellen müssen. Zudem müssen sie sich die Paare der Mitspieler merken und diese im späteren Verlauf wiedergeben. Das Spielmaterial besteht neben der Spielanleitung aus 60 Farbenkarten in fünf durch verschiedene Rückseiten gekennzeichneten Sets, 59 doppelseitig bedruckten Wortkarten und einer Referenzkarte. Die Wortkarten sind zweisprachig mit Begriffen jeweils in deutscher und englischer Sprache. Die Spielanleitung ist durchweg im generischen Femininum geschrieben.

## Spielweise
Das Spiel kann mit drei bis fünf Spielern gespielt werden. Zu Beginn werden die Wortkarten gemischt und zehn von diesen werden auf einen Stapel in die Tischmitte gelegt. Jeder Spieler bekommt ein Set aus je zwölf Farbenkarten. Danach wird ein Startspieler bestimmt.
Das Spiel beginnt mit dem Startspieler, der die oberste der ausliegenden Wortkarten nimmt und sich aussucht, ob die Vorder- oder Rückseite genutzt werden soll. Diese Karte wird offen in die Tischmitte gelegt. Alle Spieler wählen zeitgleich eine Farbkarte aus ihrer Hand aus und legen sie verdeckt vor sich ab. Danach beginnt der Spieler neben dem Startspieler die Runde, indem er seine Karte aufdeckt und in einer kurzen Geschichte erklärt, warum er die gewählte Farbe dem Begriff zuordnet. Die anderen Spieler folgen im Uhrzeigersinn bis zum Startspieler. Der Stapel aus Wortkarte und darunter verdeckt liegenden Farbenkarten der Spieler wird zur Seite gelegt und der nächste Spieler wird neuer Startspieler.
Entsprechend der ersten Runde werden 10 Runden gespielt, bis jede der Wortkarten einen Stapel mit Farbenkarten enthält. Danach beginnt die Wertungsrunde erneut mit dem ersten Startspieler im Uhrzeigersinn. Der Spieler rechts neben dem jeweils aktiven Spieler wählt einen Stapel aus und reicht ihn dem aktiven Spieler, der sich dann zu erinnern versucht, welche Farben von welchen Spielern in diesen Stapel gespielt wurden. Bei Unsicherheit darf er den betreffenden Spieler bitte, einen Tipp in Form eines Wortes zu geben. Für jede richtig erratene Farbe bekommt der aktive Spieler je zwei und der Spieler, dessen Farbe erraten wurde, einen Punkt. Wurde mit einem Tipp geholfen, erhalten beide Spieler je einen Punkt und wenn die Farbe falsch zugeordnet wurde, bekommen die Spieler keine Punkte.
Das Spiel endet, wenn jeder Spieler zwei Kartenstapel ausgewertet hat. Gewinner ist der Spieler mit den meisten Punkten nach der Auswertungsphase.

## Ausgaben und Rezeption
Farben wurde von der Spieleautorin Apolline Jove entwickelt und erschien 2018 auf Deutsch und Englisch bei dem deutschen Verlag Edition Spielwiese. Im gleichen Jahr erschien das Spiel in einer englischen Ausgabe bei Stronghold Games sowie 2019 in einer französischen Ausgabe bei Act in games.
Das Spiel wurde 2019 auf den zehnten Platz des À-la-carte-Kartenspielpreises der Zeitschrift Fairplay gewählt. Der Spielekritiker Wieland Herold empfahl das Spiel in „kleine[r] Besetzung“ und schrieb: „Spielerisch bringt das Erinnern über Geschichten nicht wirklich Neues auf den Spieltisch, besonders gut gelungen ist das bisher eigentlich nur Stefan Dorra und Ralf zur Linde in Eselsbrücke. Trotzdem eröffnet FARBEN durch die subjektive Erzählkomponente eine neue Dimension.“

## Belege
1. 1 2 3 4 5 6  
Offizielle Spielregeln für Farben, Edition Spielwiese 2018
2. ↑  
Versionen von Farben in der Datenbank BoardGameGeek; abgerufen am 8. April 2023.
3. ↑  
Wieland Herold: Farben, Rezension im Blog „Mit 80 Spielen durch das Jahr“, 23. Dezember 2018; abgerufen am 8. April 2023.